# アル・リヤド級フリゲート
アル・リヤド級フリゲート（英語: Al Riyadh-class frigate）は、サウジアラビア海軍が運用するフリゲートの艦級。F-3000S型とも称される。

## 来歴
1989年6月11日、サウジアラビアはフランスDCAN社に対してフリゲートを発注するためのプロジェクト定義づけを認可した。この段階では、艦はFL-300型と称されており、オトマート艦対艦ミサイルと艦隊防空ミサイルで武装した3000トン級フリゲートになる予定であった。
しかし実際の契約文書調印が行われたのは1994年11月22日であり、「サワリ-2」計画のもと、フランス海軍向けのラファイエット級（F-3000型）をもとにした発展型であるF-3000S型2隻が発注された。また契約には、完全装備の海軍訓練センターおよび後方支援業務も含まれていた。その後、1997年5月21日には、さらに3隻目が発注された。

## 設計
本級は、ラファイエット級（F-3000型）をもとに、艦対空ミサイル装備の強化と多機能レーダーの装備、主砲の換装、水測装備・対潜兵器の搭載などの改良を施した発展型である。これらの装備強化に伴って、満載排水量にして900トン大型化した。
基本的な設計はラファイエット級のものが踏襲されているが、原型艦ではマックを2本設けていたのに対し、本級では煙路は後檣に集中配置されているほか、対空捜索レーダーと多機能レーダーを装備する必要から艦橋構造物上にもマストが設けられて、3本マストとなった。ステルス艦としての設計は原型艦と同様で、レーダー反射断面積（RCS）低減のため、上部構造物と船体には10度の傾斜が付されており、極力単純な平面で構成されている。また上部構造物の相当部分がガラス繊維強化プラスチック（GFRP）製とされているほか、レーダー波反射源となる搭載艇などは船体内に収容するか、開閉式のシャッターによって覆われている。船型としては長船首楼型、船体形状はディープV型が採用されており、艦尾には2つのスケグが設けられている。またフィンスタビライザーも備えている。抗堪性確保のため、船体は11個の水密区画に区分されており、また弾薬庫と戦闘指揮所には弾片防御のため装甲が施されているほか、NBC防護にも配慮されている。艦首の鋼板厚は10mmである。
主機関には原型艦と同じくCODAD方式が採用されているが、ディーゼルエンジンはV型12気筒からV型16気筒に強化されており、高速ディーゼルエンジンであるSEMT ピルスティク16 PA6 V280 BTCを4基搭載して、CODAD方式で2軸の可変ピッチ・プロペラを駆動している。

## 装備
主砲後方の艦首甲板には、アスター15艦対空ミサイルを運用するためのシルヴァーA43 VLSが2基、計16セル分搭載されている。その射撃指揮は、後檣頂部のアラベル多機能レーダーによって行われる。これはタレス社が開発したXバンドの3次元レーダーで、パッシブ・フェイズド・アレイ（PESA）式アンテナを採用しており、航空機に対して70 km (38 nmi)の最大探知距離を発揮できる。50目標を同時に追尾して、うち16目標と同時交戦可能である。またこれを補完する長距離捜索レーダーとして、ジュピター-08が前檣上に搭載される。これはLバンドの2次元レーダーで、RCS 2㎡の目標（戦闘機に相当）を215 km (116 nmi)で探知できるとされている。なお本級で採用しているジュピター-08は、アンテナ部はLW-08のものが導入されているためにこの名前がある。
主砲としては、ステルス化シールドと組み合わせた76mmスーパーラピッド砲が採用された。ただしネームシップは、前任のアル・マディーナ級と同じ100mmコンパクト砲を搭載して竣工しており、2004年夏に76mmスーパーラピッド砲への換装工事を行った。これは、艦橋上のカストールIIJ 砲射撃指揮装置（GFCS）により統制されている。
上記の通り、原型艦はソナーを備えていなかったが、本級では7キロヘルツ級のスフェリオン・ソナーを艦首に装備するほか、艦尾からは曳航・可変深度式のCAPTASを展開することもできる。対潜兵器としては艦尾に533mm連装魚雷発射管を2基備えており、有線誘導式のF-17P長魚雷を運用できる。これは最大雷速40ノット、駛走距離20,000 m (11 nmi)の性能を備えている。
また対水上用には、原型艦と同様にエグゾセMM40 ブロック2艦対艦ミサイルを4連装発射機2基に収容して、中檣直後の中部甲板両舷に搭載している。

## 配備
ネームシップは2001年9月より海上公試に入り、2002年7月27日、サウジアラビア海軍に引き渡された。しかし要員訓練のため、本国回航までさらに2年間をトゥーロンで過ごした。
なお2004年12月3日、2番艦「メッカ」は、ほぼ最大速度で航行中に座礁事故を起こして大破、機関室への浸水を含む相当の損害を受けた。修理には巨費を要したが、2009年には艦隊に復帰している。
| #   | 艦名                         | 起工      | 就役       |
| --- | ---------------------------- | --------- | ---------- |
| 812 | アル・リヤド HMS Al Riyadh   | 1999年9月 | 2003年7月  |
| 813 | メッカ HMS Makkah            | 2000年8月 | 2004年4月  |
| 814 | アル・ダンマン HMS Al Dammam | 2001年8月 | 2004年10月 |